# NGC 5188
NGC 5188 is een balkspiraalstelsel in het sterrenbeeld Centaur. Het hemelobject werd op 1 mei 1834 ontdekt door de Engelse astronoom John Herschel.

## Synoniemen
- MCG -6-30-7
- ESO 383-9
- AM 1328-343
- IRAS13286-3432
- PGC 47549